# Charlene Morett
Charlene Morett, född den 5 december 1957 i Darby, Pennsylvania, USA, är en amerikansk landhockeyspelare.
Hon tog OS-brons i damernas landhockeyturnering i samband med de olympiska landhockeytävlingarna 1984 i Los Angeles.